# Batalha de Maratona
A batalha de Maratona (em grego: Μάχη τοῡ Μαραθῶνος; romaniz.: Māche tou Marathōnos) ocorreu durante a Primeira Guerra Médica, em setembro de 490 a.C., numa planície a leste de Atenas.
O general helênico Milcíades, avisado do desembarque persa, incumbiu os atenienses de lhe fazerem frente. Ao mesmo tempo, enviou Fidípides a Esparta para solicitar ajuda, o que o fez correr cerca de 200 quilômetros em menos de um dia. Os espartanos prometeram acatar o pedido, mas argumentaram que devido a razões religiosas (encontravam-se no nono dia do mês lunar) não poderiam fazê-lo antes de seis dias. Milcíades, contudo, não podia esperar tanto tempo, e se lançou ao ataque contra os persas com os efetivos que dispunha.
O número de atenienses provavelmente girava em torno de dez a quinze mil combatentes, ao passo que as forças persas provavelmente seriam de vinte a trinta mil homens. Heródoto afirma que os persas possuíam seiscentos barcos, conquanto outros autores gregos aumentem as forças inimigas até um milhão de efetivos — dado exagerado e inverossímil. Durante a batalha, os gregos cercaram os persas, que responderam com uma chuva de flechas, levando os gregos a precipitarem contra o inimigo e forçando a disposição das tropas em formações fechadas, o que impedia o uso da cavalaria.
Esta ação foi determinante, pois os persas não podiam fazer muito contra as largas lanças das forças gregas preparadas para um combate corpo a corpo, já que seus arcos não os serviam e as espadas, punhais e espadas curtas não podiam fazer grande dano aos gregos protegidos com couraça. Os persas ofereceram grande resistência, conseguindo romper por um momento o cerco grego, que logo foi reagrupado. Os gregos, então, fizeram recuar os persas até o local do desembarque, onde se deu a última parte do combate.
Os atenienses capturaram sete barcos, mas eram insuficientes para impedir a retirada do exército inimigo, que foi totalmente massacrado. Do lado persa houve cerca de 6 000 baixas, e pelos atenienses morreram 192 hoplitas. As tropas persas, derrotadas, regressaram à Ásia, mas isto não significava que o problema estava solucionado entre persas e gregos, pois logo ocorreria uma nova guerra.
Segundo conta a lenda, Fidípides recebeu de Milcíades a ordem de correr os 42 quilômetros (250 estádios) que separavam a cidade de Maratona da cidade de Atenas, a fim de comunicar a vitória grega. Após tê-la anunciado com a frase "Alegrai-vos, atenienses, nós vencemos!", teria caído morto devido ao esforço.

## Fotos

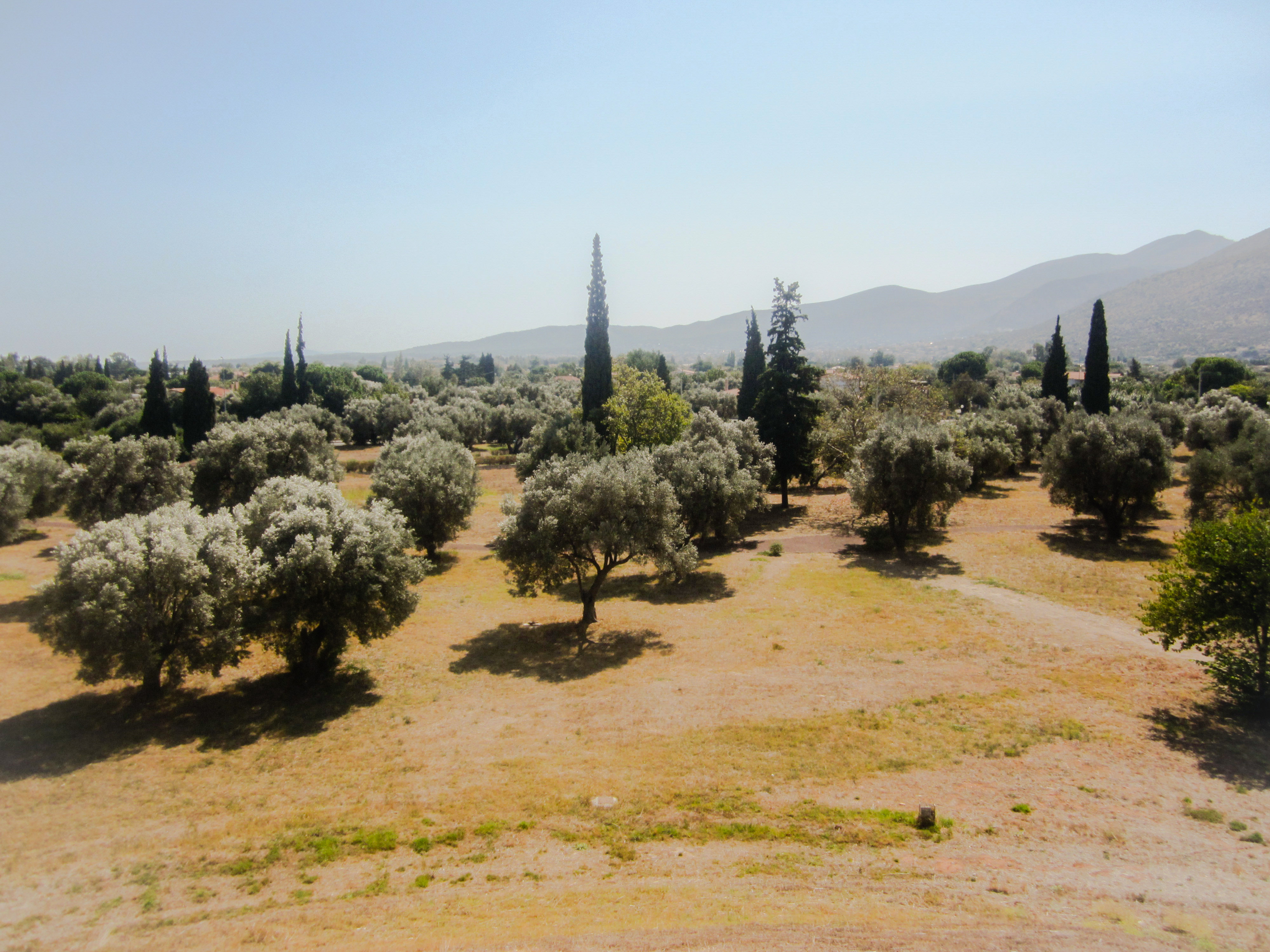
A região de Maratona em tempos recentes.
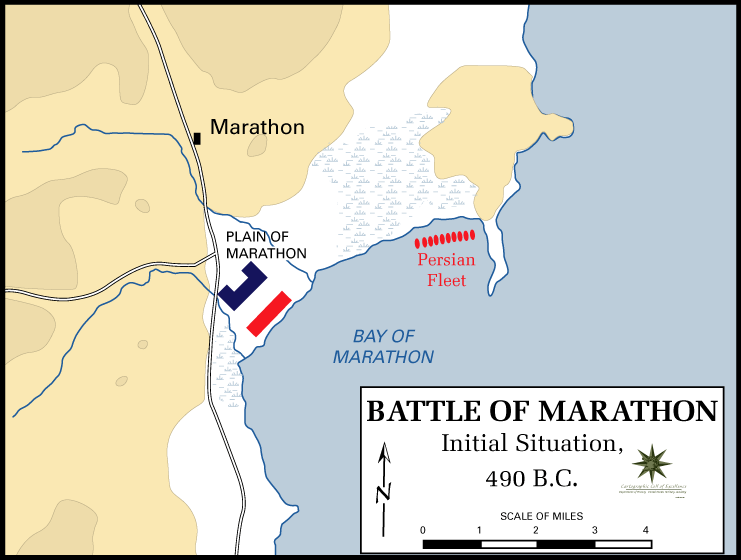
Posições iniciais das tropas gregas (azul) e persas (vermelho).
O assédio duplo dos gregos.